# Jean Franco Ferrari Chiabra
Jean Franco Ferrari Chiabra (Callao, 29 de juliol de 1975) és un exfutbolista peruà, que va jugar de migcampista.

## Trajectòria
Ha desenvolupat gairebé tota la seua carrera esportiva al Perú, en equips com Universitario Deportes, Cienciano o Sportinhg Cristal. També ha militat a l'Argentina, a Colòmbia i a la lliga espanyola. En aquest darrer cas, va formar part del CF Extremadura, tot marcant en l'únic encontre que va disputar.
L'any 2019 es va convertir en administrador del Club Universitario.

## Clubs
| Club                        | País      | Any         |
| --------------------------- | --------- | ----------- |
| Deportivo San Agustín       | Perú      | 1993 - 1996 |
| Universitario de Deportes   | Perú      | 1997 - 1998 |
| Club Football Jorge Newbery | Argentina | 1998        |
| CF Extremadura              | Espanya   | 1999 - 2000 |
| Sporting Cristal            | Perú      | 2000        |
| Cienciano                   | Perú      | 2001        |
| Sporting Cristal            | Perú      | 2002        |
| Universitario de Deportes   | Perú      | 2003        |
| América de Cali             | Colòmbia  | 2003        |
| Cienciano                   | Perú      | 2004        |
| Sport Boys                  | Perú      | 2004 - 2005 |
| Cienciano                   | Perú      | 2006        |
| Sport Boys                  | Perú      | 2006        |
| Deportivo Municipal         | Perú      | 2007        |
| FBC Melgar                  | Perú      | 2008 - 2009 |
| León de Huánuco             | Perú      | 2010 -      |

## Títols
- Primera Divisió del Perú 1998